# Baba Anujka
Ana di Pištonja, (născută Drakšin sau Draxin)  mai cunoscută sub numele de Baba Anujka, (sârbă Баба Анујка; 1838 – 1 septembrie 1938) a fost o chimistă amatoare desăvârșită și o criminală în serie condamnată din satul Vladimirovăț, Iugoslavia (actuala Serbia). Ea a otrăvit cel puțin 50 de persoane și posibil chiar până la 150 în ultima parte a secolului al XIX-lea și începutul secolului al XX-lea. A fost reținută în 1928, la vârsta de 90 de ani, și condamnată în 1929 la 15 ani de închisoare ca complice la două crime. A fost eliberată din motive de bătrânețe după ce a petrecut opt ani în închisoare.

## Viața timpurie și căsătoria
Informațiile despre viața timpurie a lui Anujka sunt puține și nesigure. Conform unor surse, s-a născut în anul 1838 în Țara Românească, fiind fiica unui bogat crescător de vite și s-a mutat la Vladimirovac, în provincia Graniței militare bănățene a Imperiului Austriac, în jurul anului 1849. Cu toate acestea, ea a susținut că s-a născut în 1836. A urmat o școală privată în Pančevo alături de copii din familii bogate, iar mai târziu a locuit în casa tatălui ei. Se presupune că ea ar fi devenit o mizantropă la vârsta de 20 de ani, după ce ar fi fost sedusă de un tânăr ofițer militar austriac; s-a infectat cu sifilis de la el înainte ca acesta să o părăsească și să o lase cu inima frântă. După aceea, a căutat izolarea și a început să manifeste interes pentru medicină și chimie. Vorbea cinci limbi. S-a căsătorit mai târziu cu un proprietar de pământ pe nume Pistov sau di Pištonja cu care a avut 11 copii, dintre care doar unul a supraviețuit până la maturitate. Soțul ei era mult mai în vârstă decât ea și a murit după 20 de ani de căsnicie. Ea a continuat să-și urmeze studiile de chimie după moartea lui.

## Experimente în fitoterapie
Anujka și-a făcut un laborator într-o aripă a casei după ce soțul ei a murit și și-a câștigat o reputație de vindecător și fitoterapeut la sfârșitul secolului al XIX-lea. Era populară printre soțiile țăranilor care îi cereau ajutorul pentru probleme de sănătate și câștiga un venit respectabil care îi permitea să trăiască confortabil. Ea producea medicamente și amestecuri care puteau provoca îmbolnăvirea soldaților într-o măsură suficientă pentru a evita serviciul militar și a vindea, de asemenea, amestecuri otrăvitoare pe care le comercializa sub denumirile de "apă magică" sau „poțiuni de dragoste”. A vândut așa-numita „apă magică” mai ales femeilor căsătorite; acestea dădeau amestecul soților lor, care de obicei mureau după aproximativ opt zile.
„Poțiunea de dragoste” a lui Anujka conținea arsenic în cantități mici și anumite toxine din plante care erau greu de detectat. Când i se spunea despre o problemă în căsnicie, Anujka își întreba clientul: „Cât de grea este problema?”, ceea ce însemna: „Care este masa corporală a victimei?” putând apoi să calculeze doza necesară. Victimele lui Anujka erau de obicei bărbați, în general tineri și sănătoși. Clienții ei au afirmat în timpul procesului că nu știau că "apa magică" conținea otravă, ci că credeau că ea deține anumite puteri supranaturale pentru a ucide oameni folosind magia. Poțiunile lui Anujka au ucis între 50 și 150 de oameni.
În anii 1920, Anujka avea propriul ei „agent de vânzări”, o femeie pe nume Ljubina Milankov, a cărei sarcină era să găsească potențiali clienți și să-i ducă la casa lui Anujka. Prețul „apei magice” a lui Anujka a fluctuat între 2000 și 10000 de dinari iugoslavi.

## Crimele Momirov
Anujka i-a vândut „apa magică” Stanei Momirov în ianuarie 1924 pentru 2300 de dinari. Stana era o clientă precedentă, iar Anujka îi furnizase cu alte ocazii medicamente pe bază de plante. Stana i-a dat amestecul soțului ei, Lazar Ludoški, iar acesta s-a îmbolnăvit și a murit după câteva zile. Stana s-a căsătorit ulterior cu un alt bărbat din același sat. Un unchi bogat al celui de-al doilea soț a murit în circumstanțe similare după câteva luni. Poliția a interogat-o pe Stana, iar aceasta a incriminat-o pe Anujka.
Anujka i-a vândut apoi apa magică în decembrie 1926 lui Sima Momirov și soției sale Sofija, care intenționau să-l omoare pe tatăl lui Sima, în vârstă de 70 de ani, Nikola Momirov. Motivul lor a implicat o ceartă în familie. Conform afirmației lor, Nikola era alcoolic și abuziv față de copiii și nepoții săi. Sofija a auzit despre Anujka de la o femeie pe nume Danica Stojić (sau Stajić); aceștia au contactat-o pe Anujka, care le-a vândut apa ei magică pentru 5000 de dinari. Sofija i-a dat-o Olgăi Sturza, în vârstă de 16 ani, nepoata lui Nikola, și i-a ordonat să se asigure că Nikola o va bea. Nikola a băut poțiunea, s-a îmbolnăvit și a murit după 15 zile.

## Procese
Primul proces al lui Anujka a fost în iunie 1914 în Bela Crkva pentru furnizarea de otravă pentru crime, dar a fost achitată. A fost arestată din nou pe 15 mai 1928, la vârsta de 90 de ani. Stana, Sofija și Sima Momirov, Ljubina Milankov, Danica Stojić și Olga Sturza au fost de asemenea arestați și acuzați de uciderea lui Nikola Momirov și a lui Lazar Ludoški. Autoritățile au exhumat cadavrele victimelor în vederea efectuării autopsiilor la Universitatea din Belgrad . 
Procesul a început în iunie 1929 la Tribunalul de District din Pančevo, iar audierile au avut loc pe 18 și 19 iunie. Procesul a continuat pe 1 iulie când au fost disponibile rezultatele testelor chimice efectuate asupra probelor găsite în casa lui Anujka, moment în care procurorul și avocații apărării au prezentat pledoariile finale. Procurorul a cerut pedeapsa cu moartea pentru toți inculpații, cu excepția lui Sturza, care era minoră la momentul comiterii omorului și pentru care a cerut o sentință de închisoare.
Sofija și Sima Momirov s-au apărat în timpul procesului. Ei au susținut că nu știau că "apa magică" conținea otravă; ei credeau că era doar apă și decesul a survenit ca rezultat al puterilor supranaturale ale lui Anujka. Stana Momirov a declarat că dorea doar să folosească apa magică pentru a-și vindeca soțul de alcoolism și că nu știa că îl va omorî. În timpul procesului, Anujka a negat constant acuzațiile, susținând că nu a vândut niciodată apă magică și că întregul caz împotriva ei a fost fabricat de Ljubina Milankov, care dorea să o acuze pe Anujka pentru propriile sale crime. Sturza s-a apărat, susținând că era încă un copil la momentul comiterii omorului și că nu știa că apa îl va ucide pe bunicul ei; dar Sofija a mărturisit că Sturza era foarte conștientă despre întreaga conspirație. Dr. Branko Vurdelja a mărturisit că în corpurile ambelor victime au fost găsite urme de arsenic.
Verdictul a fost pronunțat la 6 iulie 1929. Anujka a fost condamnată la 15 ani de închisoare pentru rolul de complice în ambele crime. Stana și Sofija Momirov au fost condamnate la închisoare pe viață în calitate de autori principali. Sima Momirov a fost condamnat la 15 ani, iar Ljubina Milankov la 8 ani. Olga Sturza și Danica Stojić au fost achitate.

### Recurs
Atât procurorul, cât și inculpații au făcut apel la decizia pronunțată la Curtea de Apel din Novi Sad, iar acel proces a avut loc pe 29 și 30 noiembrie 1929. Procurorul a cerut pedeapsa cu moartea pentru toți inculpații. După un interogatoriu încrucișat, Sima și Sofija Momirov au recunoscut că au știut de otravă încă de la început, dar toți inculpații și-au menținut afirmațiile anterioare.
Verdictul a fost pronunțat pe 30 noiembrie 1929. Anujka a fost condamnată din nou la 15 ani de închisoare cu muncă silnică, iar Stana și Sofija Momirov au fost condamnate din nou la închisoare pe viață. Sentința lui Sima Momirov a fost mărită de la 15 ani la închisoare pe viață, iar sentința lui Ljubina Milankov a fost mărită de la 8 la 10 ani. Sturza și Stojić au fost din nou achitate.
Anujka a fost eliberată la vârsta de 98 de ani, după opt ani petrecuți în închisoare, din motive de vârstă înaintată. Ea a murit doi ani mai târziu în casa ei din Vladimirovăț, pe 1 septembrie 1938, la vârsta de 100 de ani.